# Compagnie des chemins de fer secondaires du Nord-Est
Ne doit pas être confondu avec Compagnie des chemins de fer du Nord-Est.
La Compagnie des chemins de fer secondaires du Nord-Est (CSNE ou CFSNE ou NE) est le nom d'une société anonyme exploitant des chemins de fer secondaires dans le nord-est de la France entre 1922 et 1960.

## Histoire

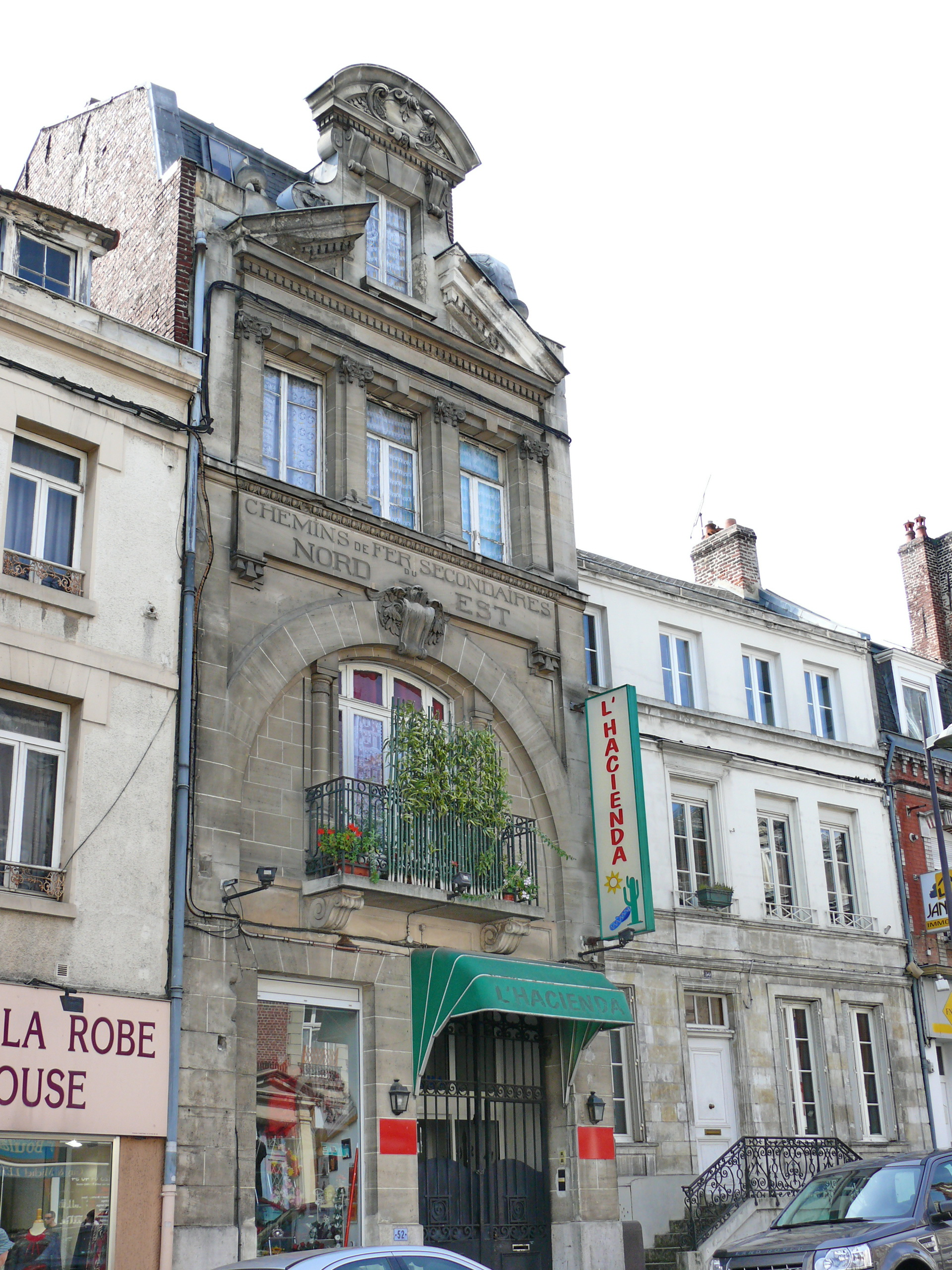
Siège de la CSNE à Saint-Quentin

L'entreprise est créée par le décret du 26 août 1922 autorisant la fusion de deux anciennes compagnies concessionnaires de lignes d'intérêt local dans le département de l'Aisne : la compagnie du chemin de fer de Saint-Quentin à Guise et sa filiale la compagnie des chemins de fer départementaux de l'Aisne.
En 1936 la société disposait de 46 locomotives et 18 automotrices.
Elle absorbe en 1956 la compagnie des chemins de fer d'intérêt local du Nord de la France, qui exploitait entre autres la ligne de chemin de fer de Guise au Catelet.
Le 29 février 1960, la CSNE fusionne avec sa filiale la Compagnie des chemins de fer secondaires pour former une compagnie qui prit le nom de Compagnie des chemins de fer secondaires et transports automobiles (CFSTA). Les deux compagnies avaient alors les mêmes administrateurs et le même siège social.
En 1951, le Conseil Général de l'Aisne décida le rachat de toutes les voies ferrées d'intérêt local du département dont celles appartenant à la Compagnie. Ainsi, la Compagnie des chemins de fer secondaires du Nord-Est n'exploitait plus que la ligne de Guise à Hirson.
Cherchant des exploitations nouvelles, la Compagnie a fusionné avec la Compagnie des chemins de fer secondaires en 1960.

## Exploitation
Lors de la création de la compagnie en 1922, issue de la fusion de deux anciennes compagnies concessionnaires de lignes d'intérêt local dans le département de l'Aisne, celle-ci va exploiter les lignes :
- Ligne de Soissons à Oulchy-Breny (1907 - 1948)
- Ligne de La Neuville à Nouvion-le-Vineux (1907 - 1932)
- Ligne de Chauny à Coucy-le-Château (1909 - 1963)
- Ligne de Soissons à Vic-sur-Aisne (1910 - 1948)
- Montécouvé - Guny (1910 - 1948)
- Ligne de Romery à Liart (1912 - 1951)
- Ligne d'Appilly à Blérancourt (1919 - 1928)
- Ligne de Saint-Quentin à Ham (1910 - 1990)
- Ligne de Saint-Quentin à Guise (1875-1966)

Outre les lignes exploitées car étant concédées aux différentes compagnies intégrées, la CFS-NE exploitera également :
- Ligne de Guë à Menaucourt, d'intérêt local à voie normale dans la Meuse et la Haute-Marne (env. 1930 - 1960),
- Ligne de Mont-sur-Meurthe à Bruyères, d'intérêt général à voie normale en Meurthe-et-Moselle et dans les Vosges[6] (1947 - 1960).

Les trains exploités par la CSNE portaient l'inscription Nord-Est, tandis que les traverses des locomotives ne portaient que l'inscription NE.